# Marinehospitaal (Overveen)
Het Marinehospitaal in de Noord-Hollandse plaats Overveen (MHO) was een door de Koninklijke Marine gesticht ziekenhuis. De officiële opening was op 2 augustus 1948. Het ziekenhuis sloot definitief zijn deuren op 1 juni 1990 en ging op in het Centraal Militair Hospitaal (CMH) in Utrecht. Het ziekenhuis verleende ook zorg aan gewone burgers.

## Gebouw
Het hospitaal was gevestigd in het voormalige Huize Duinrust, een gebouw uit 1911 aan de Bloemendaalseweg 287 dat eerder ouderen had gehuisvest, maar tijdens de Tweede Wereldoorlog zwaar in verval was geraakt. De marine kocht het van de St. Lambertusstichting.
Vier jaar na de sluiting van het ziekenhuis, in de nacht van 25 op 26 augustus 1994, brandde het gebouw af. Pas jaren later, vanaf 2017, kreeg het terrein een nieuwe bestemming, woningbouw.